# Фризия (историческая область)
Фризия (Фрисландия) (з.-фриз. Fryslân; нидерл. н.-сакс. Freesland; нем.  нидерл. Friesland; дат. Frisland) — историческая область на побережье Северного моря, занимающая его участок от нидерландского озера Эйсселмер примерно до побережья Дании. Место проживания фризов.

## История
Фризы известны со времён римских походов против германцев. Во времена Тацита фризы делились на больших и малых и были независимым племенем. Друз Старший во время похода в 12 году до н. э. подчинил фризов и их соседей. По словам Тацита «из-за бедности» фризы платили налог Риму бычьими шкурами. Но из-за ужесточения налогового гнёта подняли восстание в ходе которого погибло более 1300 римлян. В 15 году н. э. фризы оказывали помощь Германику при его походах к северу от Майнца.
В Средние века с VI века по 734 год фризы имели собственное государство — Королевство Фризия.

Динамика изменения территории Фризского королевства с 511 по 793 гг.
Королевство Фризия в 716 году
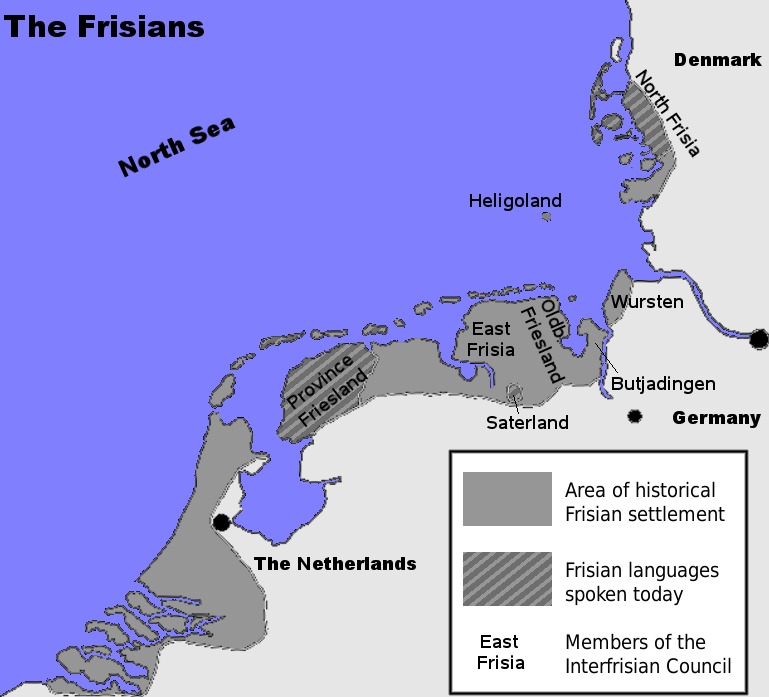
Территории исторических фризских государственных образований, современного распространения фризского языка, а также членов фризского содружества
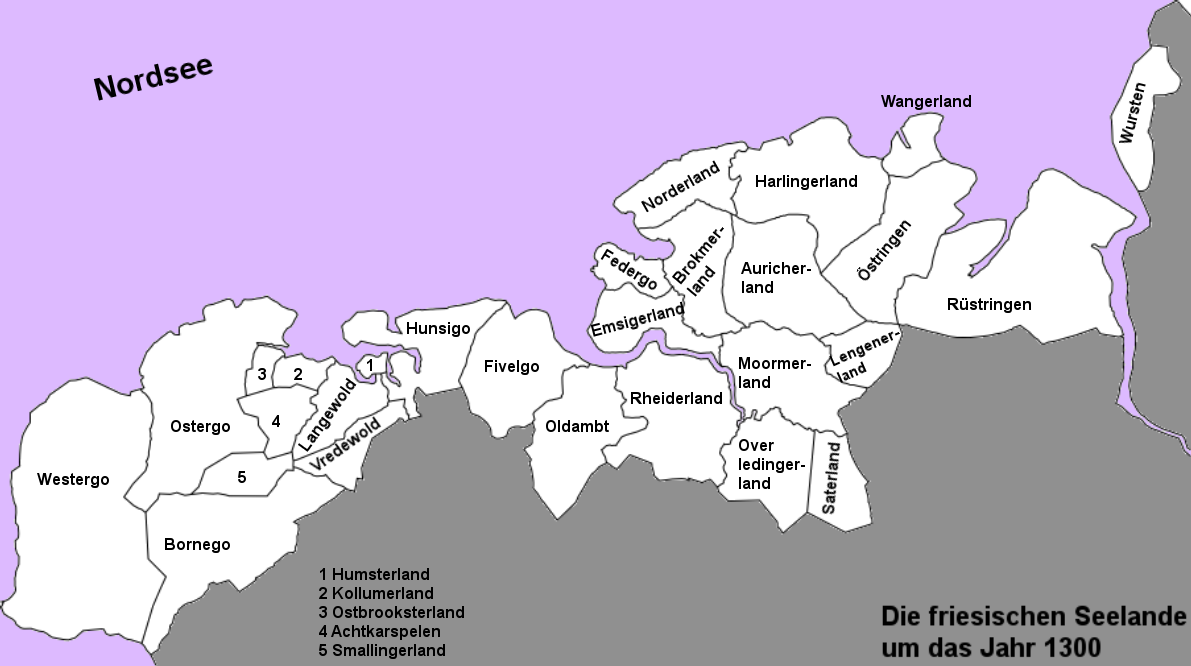
Карта земельных общин свободной фризской Зеландии от Зёйдерзее до Везера в границах 1300 года (без островов)

Во Фризской правде (Lex Frisionum) начала IX века чётко выделяются три округа Фризии, в сумме занимающие территорию между Синкфалом и Везером.
Наводнение в день Святой Люсии, произошедшее 14 декабря 1287 года, лишило страну значительной части территории.
После Средних веков фризами называли в Нидерландах жителей области между проливом Вли (между островами Влиланд и Терсхеллинг) и рекой Лауэрс — нынешней провинции Фрисландия. В то время как Северную Голландию до сих пор называют Западной Фрисландией, её жители не называют себя уже фризами. В XVII веке окрестности города Гронинген — Оммеланды также рассматривались как принадлежащие Фрисландии, но тогда их население считало себя жителями Гронингена. Население региона Восточная Фризия в Германии теперь называет себя и жителей прибрежных районов и островов Шлезвиг-Гольштейн фризами.

## В настоящее время
В настоящее время на территории исторической области располагаются семь географически разделённых регионов:
- Западная Фрисландия (Западная Фризия) — регион в провинции Северная Голландия в Нидерландах. Территория к западу от Зёйдерзе, присоединенная к 1287 году к графству Голландия.
- Фрисландия (Фризия) к западу от Лауэрс (нидерл. Westerlauwers Friesland) — ныне провинция в Нидерландах. C 1498 сеньория Фрисландия принадлежала герцогу Саксонскому Альбрехту III. Юный герцог Бургундский Карл V купил сеньорию у герцога Саксонского Георга Бородатого в 1515 году. В 1524 году сеньория присоединена к Бургундским Нидерландам.
- Маленькая Фрисландия (нидерл. Klein Friesland) — Оммеланды в провинции Гронинген.
- Восточная Фризия (Восточная Фрисландия) — область к востоку от реки Эмс до Везера, включая Бутъядинген, ныне в земле Нижняя Саксония в Германии. Графство Восточная Фрисландия[нем.] существовало с 1464 по 1806 год, управлялось родом Кирксена. В 1744 году было захвачено Пруссией.
- Ланд-Вурстен[нем.] — область между Везером и Эльбой в Германии.
- Северная Фрисландия — район в земле Шлезвиг-Гольштейн в Германии.
- Гельголанд — остров у устья Эльбы в Германии.

## В астрономии
В честь Фризии назван астероид (1253) Фризия, открытый 9 октября 1931 года немецким астрономом Карлом Вильгельмом Рейнмутом